# Óscar Mariné
Óscar Mariné Brandi (Madrid, 951) és un dissenyador, il·lustrador, expert tipògraf i artista espanyol. És un dels principals comunicadors de l'era postfranquista de Espanya. La seva obra, reconeguda internacionalment, inclou dissenys icònics per a directors de cinema com Pedro Almodóvar, Álex de la Iglesia i Julio Medem, músics com Bruce Springsteen, Psychedelic Furs o Brian Eno, premsa (El País, C International Photo Magazine) i gran varietat de marques (Absolut Vodka, Hugo Boss, Camper, Loewe, etc.)

## Biografia
Fill del director de fotografia i restaurador fílmic Juan Mariné, va estudiar per a operador de càmera. Va fundar l'estudi de disseny gràfic OMB Design en 1983 a Madrid.
Mariné ha realitzat dotzenes de treballs de projecció nacional i internacional en camps tan diversos com l'edició, la imatge corporativa, el cinema i la música. Els seus treballs porten el segell d'un creador, un que uneix contingut, context i varietat de tècniques per a superar les barreres del disseny gràfic. El seu concepte orgànic del disseny d'un producte li fa un exemplar vital de la comunicació contemporani.
En 1998 Tibor Kalman va dir del treball de Mariné: "Ja no és disseny gràfic. És comunicació. Gràfic pertany a 1995. Comunicació significa que el creador ha acceptat la responsabilitat d'elaborar un substanciós guisat (una paella?) comptant amb la nutrició. Bons cuiners han d'equilibrar la gamma completa d'efectes que s'esperen de les comunicacions amb contingut, el context on té lloc el missatge, els media i la diversitat de tècniques".

### Primers Temps -Madrid Me Matarevista (anys 80)
La creativitat multidisciplinària en el treball de Mariné era evident des del principi quan va fundar i va ser director artístic de la celebrada revista contra-cultural Madrid Me Mata, on va fusionar contingut i forma per a crear una publicació icònica durant els famosos anys 80 de la Movida madrilenya.

### Com a dissenyador gràfic/comunicador (des de 1991)
En l'àrea de marca (branding), els seus projectes per a Camper, Loewe i Vega Scicilia són ben reconeguts en els cercles de disseny espanyol. Assoliments internacionals inclouen la reconeguda campanya de publicitat americana per a Absolut Vodka Absolut Mariné per Seagram USA, els seus treballs per a Swatch, Fàbrica de Benetton i la japonesa Narizuka Corporation. També el desenvolupament de la marca per a l'estudi d'arquitectura de sir Norman Foster a Londres, Foster and Partners, on la seva proposta ressonava amb l'estètica dels swinging 60’s londinencs.
Amb un extens portafolis en projectes editorials, i en l'àmbit periodístic, en 2007 el periòdic El País ha confiat al seu estudi el disseny de les seves edicions de capçalera. El País Semanal ha recuperat el seu nom original, Babelia ha estat totalment transformat, Domingo proveeix periodisme a fons per al cap de setmana. També ha realitzat labors de consultor per al disseny del diari.
Des de 2005 és responsable de la direcció artística de l'exquisit disseny de C Photo Internacional Magazine, probablement la revista d'art fotogràfic més prestigiosa del món, publicada per l'editorial Ivory Press, Londres.
Alguns dels músics que han requerit la seva participació en la creació de portades de discos són Bruce Springsteen, Immaculate Fools, The Psychedelic Furs, Andrés Calamaro, Los Rodríguez, Brian Eno, Kevin Ayers, Siniestro Total, Michel Camilo i Tomatito, entre d'altres.
Els seus projectes per al cinema inclouen cartells icònics com el de  Todo sobre mi madre, de Pedro Almodóvar, El día de la bestia, d'Álex de la Iglesia, o Tierra, de Julio Medem. Aquesta connexió amb el setè art es continua en el disseny de la imatge de festivals com el Zinebi, el cartell del qual de 2001 li va valer el Merit Award del Nova York Art Director's Club.
També ha dissenyat la imatge oficial dels últimes dues edicions (i les de totes les seves diferents seccions) del Festival Internacional de Cinema de Sant Sebastià, que contrasta amb el semblant auster i lorquià d'un altre treball recent, l'escenografia de El huso de la memoria, últim espectacle de l'artista flamenca Eva Yerbabuena.
Els seus últims projectes inclouen la marca pel Matadero Madrid,  exposició "Los Trabajadores" de Sebastião Salgado per la Biblioteca Nacional, publicacions per l'Exposició Universal de Sevilla de 1992, per l'ICEX, catàlegs d'art per a l'IVAM, campanyes per a la Junta de Comunitats de Castella-la Manxa, gràfica d'exposició per al Museu Nacional d'Art Reina Sofia, multitud de projectes en els últims 15 anys per al Patronat de Turisme de Huelva, llançaments per a RTVE, exposició per a l'ONU, i molts altres projectes per a la SGAE, Caja Madrid, Banco Santander, 40 Principales, Los Aljibes, Paternina, La Ser, Canal+, Conde Naste, El Corte Inglés, Santiago Bernabéu, Hugo Boss, Pepsi, Tissot, Diseño Interior, Cambio 16, Marie Claire España, Amnestía Internacional...
En l'exposició El Greco 1900 organitzada per la Societat Estatal per a l'Acció Cultural Exterior (SEACEX) amb les pintures del fons del Museu del Greco de Toledo, Vaig marinar proposa una visió integral de museografia, arquitectura, il·luminació, gràfica i catàleg. La nova il·luminació dels quadres, i la instal·lació que ens permet entrar en el quadre L'Enterrament del comte d'Orgaz, ha estat definida per la crítica com una visió radiant i avantguardista, despullada d'estereotips passats de moda. Va ser inaugurada en el Museu del Palau de Belles Arts de Mèxic DF en 2009, seguint la seva itinerància durant 2010 en el Museu de Belles Arts BOZAR de Brussel·les.

### Com a artista (des de 1991)
L'obra pictòrica de Mariné ha estat objecte d'exposicions individuals a Tòquio, Nova York, Milà, Venècia, Bolonya, Madrid o Eivissa, i format part de rellevants mostres col·lectives. Amo d'una pinzellada expressionista i cromàtica, algunes de les seves imatges són component essencial de diversos projectes de marca.

## Premis de disseny gràfic
- 2010 Premi Nacional de Disseny.[8] Ministeri de Ciència i Innovació. Govern d'Espanya.
- 2002 Communication Arts Certificate of Excellence: Farewell Casanova
- 2001 The Art Directors Club 80th Annual Award: Zinebi (42)
- Merit Award 2000 AIGA. American Institute of Graphic Arts Certificate of Excellence: Todo sobre mi madre
- 1997/1998/2000 AEPD Asociación Española de Profesionales del Diseño
- 1996 Hispanic Creative Award: Summer Issue Cover
- 1995 Hispanic Creative Award for Excellence: Swatch, Huelva, DRO East West/Rumor - Warner Bros. Records

## Exposicions individuals
- 2002 "Wanted" Galería Almirante, Madrid
- 2003 "Mariné: No Money No Honey" Galería Magenta 52, Milán
- 2005 "Mariné: Buenos Aires, Videos and Photography" PHotoEspaña 05, Casa de América, Madrid
- 2005 "Mariné: Buenos Aires, Videos and Photography" Museo de Bellas Artes, Bilbao
- 2006 "Days of Glory" ABA Art Contemporani, Palma de Mallorca
- 2007 "Latest Serie" (serigrafías)" Estampa 2007, Madrid
- 2008 Estampa 2008, Madrid
- 2017 Big Bang Marine[9]